# Maser
Pour les articles homonymes, voir Maser (homonymie).

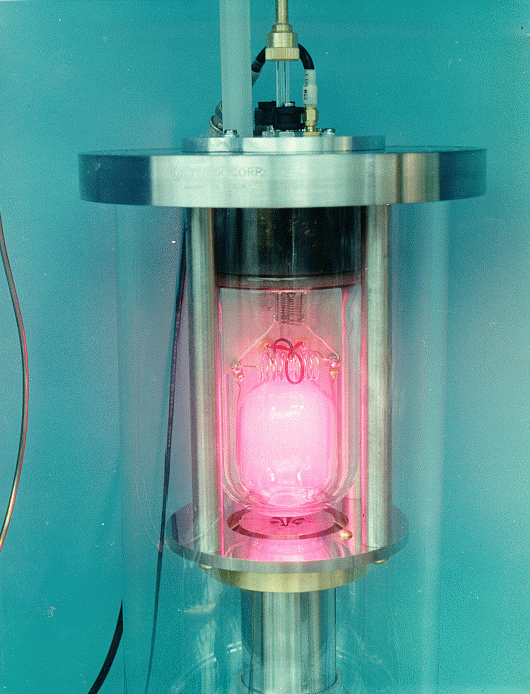
Un Maser à hydrogène.

Un maser (pour microwave amplification by stimulated emission of radiation) est un dispositif permettant d'émettre un faisceau cohérent de micro-ondes.

## Historique
Le maser a été inventé en 1953 à l'université Columbia par Charles Townes, James P. Gordon (en) et Herbert Zeiger. Il s'agissait alors d'un maser à ammoniac. C'est l'ancêtre du laser, nommé a posteriori par analogie avec le maser.

## Technologies
Différentes sortes de maser ont été inventées :

Fonctionnement du maser à hydrogène.

- à ammoniac ;

- à hydrogène.

## Applications
Les masers sont utilisés notamment en interférométrie et en métrologie. Ils servent également à obtenir la fréquence de référence utilisée dans les horloges atomiques.

## Dans la culture populaire

### Littérature
Bien que les masers soient historiquement antérieurs aux lasers, ils ont eu beaucoup moins de succès, sauf, tardivement, dans la littérature de science-fiction. On trouve toutefois une bande dessinée de Massimiliano Frezzato, Les Gardiens du Maser. De même, dans l'univers étendu de Star Wars, les masers sont utilisés par les armées Chiss dans des romans de 2005. Ils sont également cités comme armes dans certains romans de Peter F. Hamilton et Hyperion de Dan Simmons

### Jeux vidéo
Dans le jeu vidéo Soldier of Fortune, on trouve un émetteur de micro-ondes présenté comme une arme fonctionnant sur batterie, équivalente au lance-flammes par ses effets, mais à plus longue portée, pouvant enflammer les ennemis et n'endommageant pas les pare-balles. Elle est « interdite par l'ONU en raison des brûlures atrocement douloureuses qu'elle inflige ».
Dans le jeu Messiah, représentant l'avenir proche dans une ville futuriste décadente, Bob le petit ange, héros de l'histoire, possède dans son arsenal un Maser. C'est un type de fusil à pompe dont la décharge électrique générée met les robots de la police hors d'état de nuire instantanément.